# Meta nebulosa
Espèce
Meta nebulosa est une espèce d'araignées aranéomorphes de la famille des Tetragnathidae.

## Distribution
Cette espèce est endémique du Gansu en Chine,.

## Publication originale
- Schenkel, 1936 : Schwedisch-chinesische wissenschaftliche Expedition nach den nordwestlichen Provinzen Chinas, unter Leitung von Dr Sven Hedin und Prof. Sü Ping-chang. Araneae gesammelt vom schwedischen Artz der Exped. Arkiv för zoologi, vol. 29, no A1, p. 1-314.